# 제랄드 파시
제랄드 파시 (1964년 1월 21일 ~ )는 프랑스의 전 축구 선수이다.

## 통계
| 프랑스 | 프랑스 | 프랑스 |
| 연도   | 출전   | 골     |
| ------ | ------ | ------ |
| 1987   | 4      | 0      |
| 1988   | 7      | 2      |
| 합계   | 11     | 2      |